# Psammotettix excisus
Psammotettix excisus är en insektsart som beskrevs av Matsumura 1906. Psammotettix excisus ingår i släktet Psammotettix och familjen dvärgstritar. Enligt den finländska rödlistan är arten starkt hotad i Finland. Arten är reproducerande i Sverige. Artens livsmiljö är ruderatmarker, vägrenar och banvallar. Inga underarter finns listade i Catalogue of Life.